# Gianfranco Ghirlanda
Gianfranco Ghirlanda S.J. (Roma, 5 de julho de 1942) é um teólogo, canonista, jurista, advogado canônico e cardeal italiano da Igreja Católica. Foi o magnífico reitor da Pontifícia Universidade Gregoriana de Roma, entre 2004 e 2010 e desde 2023, é o Patrono da Soberana Ordem Militar de Malta.

## Biografia
Gianfranco Ghirlanda estudou Direito na Universidade de La Sapienza, em Roma, onde obteve seu doutorado em 1966. Ele obteve seus estudos trabalhando em uma fábrica da Fiat. Em 1966 tornou-se membro da Companhia de Jesus e desde então estudou teologia católica e direito canônico na Pontifícia Universidade Gregoriana. Em 24 de junho de 1973 foi ordenado padre e obteve o grau de Bacharel em Teologia. Em 1975 ele recebeu seu diploma em direito canônico summa cum laude e recebeu seu doutorado em direito canônico em 1978 também com uma tese summa cum laude. Ghirlanda lecionou desde 1975 no Instituto de Estudos Religiosos, na Faculdade de Teologia e na Faculdade de Direito Canônico da Universidade Gregoriana. Em 1986 tornou-se professor titular; de 1995 a 2004 foi decano da Faculdade de Direito Canônico. De setembro de 2004 a setembro de 2010 foi Reitor da Pontifícia Universidade Gregoriana.
Gianfranco Ghirlanda é também Consultor da Congregação para a Doutrina da Fé (desde 2003), Congregação para os Bispos (desde 1999), Congregação para a Evangelização dos Povos (desde 1993), Congregação para o Clero (desde 1997) e da Congregação para os Institutos de Vida Consagrada (desde 1987). Outros ofícios de Gianfranco Ghirlanda são o de consultor do Pontifício Conselho para os Leigos (1990-2016) e o de interpretação de textos jurídicos (desde 1997), bem como o de prelado e advogado estagiário no Supremo Tribunal da Assinatura Apostólica e de 1993 a 2004, juiz do Tribunal de Apelações dos Tribunais do Estado da Cidade do Vaticano. O Papa Francisco o nomeou membro do Dicastério para os Leigos, a Família e a Vida em 6 de outubro de 2018.
Ghirlanda é considerado um profundo conhecedor dos Exercícios Espirituais de Santo Inácio de Loyola. Ghirlanda publicou vários livros e publicou mais de 100 trabalhos de pesquisa.
Durante o Regina Caeli de 29 de maio de 2022, o Papa Francisco anunciou sua criação como cardeal no Consistório realizado em 27 de agosto. Por ter mais de oitenta anos no momento do Consistório, é considerado emérito e não participa de um futuro Conclave. Recebeu o anel cardinalício, o barrete vermelho e o título de cardeal-diácono do Santíssimo Nome de Jesus.
Em 19 de junho de 2023, foi nomeado pelo Papa Francisco como patrono da Soberana Ordem Militar de Malta.